# IC 1431
IC 1431 ist eine Balken-Spiralgalaxie vom Hubble-Typ SBa im Sternbild Aquarius auf der Ekliptik. Sie ist schätzungsweise 748 Millionen Lichtjahre von der Milchstraße entfernt.
Das Objekt wurde am 26. August 1892 von Stéphane Javelle entdeckt.